# Czynnik stymulujący tworzenie kolonii granulocytów

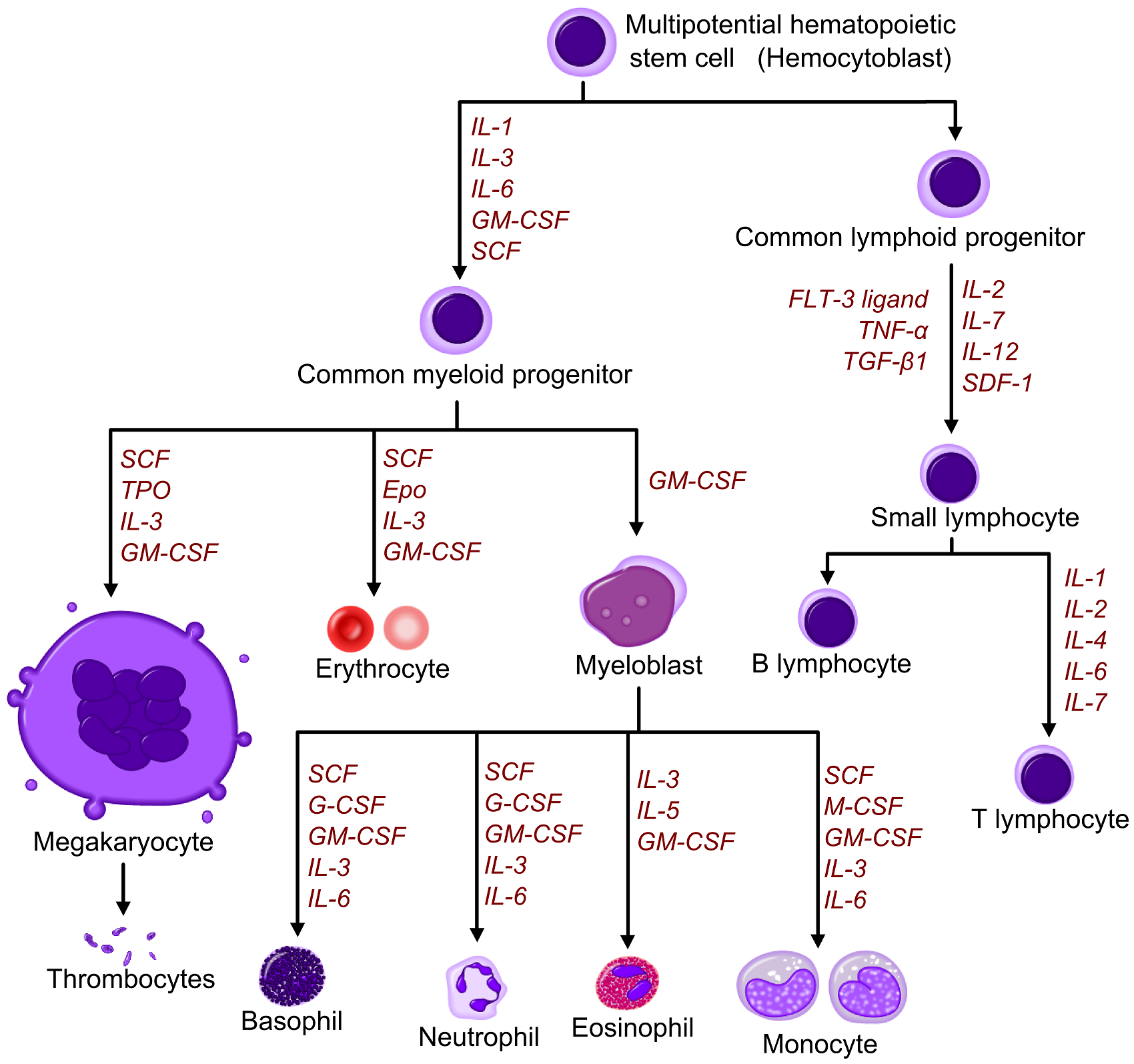
Rola G-CSF w hematopoezie

Czynnik stymulujący tworzenie kolonii granulocytów, G-CSF, CSF-3 (od ang. granulocyte colony-stimulating factor) – organiczny związek chemiczny z grupy glikoprotein. Należy do cytokin hemopoetycznych (czyli krwiotwórczych). Należy do rodziny czynników stymulujących kolonii (CSF) obejmującej również czynnik stymulujący tworzenie kolonii makrofagów (M-CSF albo CSF-1) i czynnik stymulujący tworzenie kolonii granulocytów i makrofagów (GM-CSF albo CSF-2). G-CSF jest powszechnym czynnikiem wzrostowym znajdowanym w wielu tkankach, ale przede wszystkim wytwarzana w mikrośrodowisku szpiku przez komórki śródbłonka i fibroblasty. G-CSF po związaniu z receptorem (G-CSFR) aktywuje szlaki kinaz janusowych, STAT oraz MAPK/ERK.

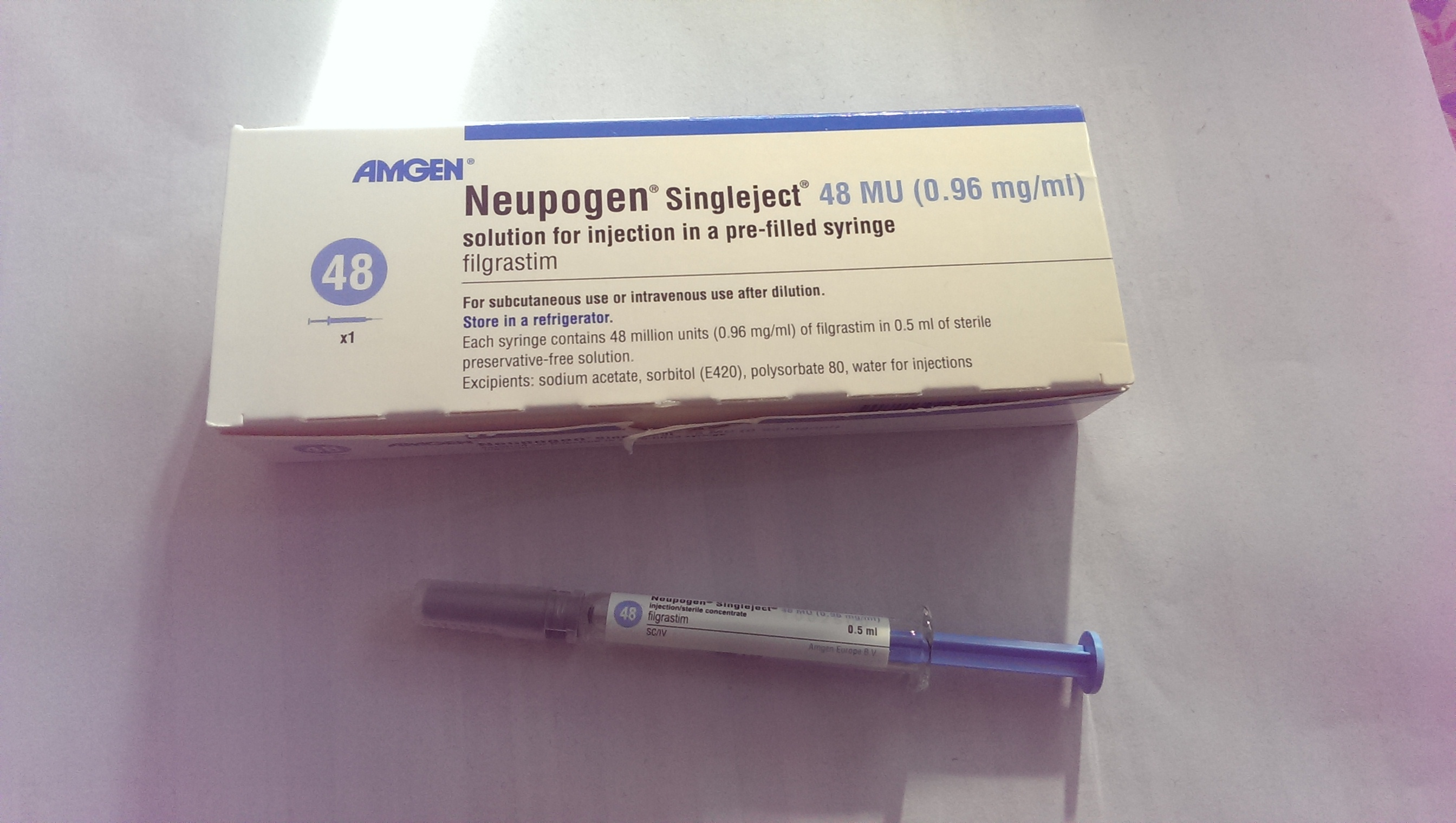
Rekombinowany G-CSF

Głównym efektem działania G-CSF jest stymulacja komórek progenitorowych, wytwarzanie i uwalnianie neutrofili ze szpiku kostnego oraz stymulacja przeżycia dojrzałych neutrofilii. Czynnik wpływa także na chemotaksję neutrofilii oraz funkcje efektorowe tych komórek poprzez nasilenie wytwarzanie fosfataza alkaiczna granulocytów (FAG), mieloperoksydazy i anionu nadtlenkowego. Poza linią granulocytów obojętnochłonnych G-CSF ma podobne działanie jak GM-CSF.
Rekombinowane ludzkie czynniki wzrostu są stosowane podczas chemioterapii cytostatykami w profilaktyce gorączki neutropenicznej u chorych z grupy wysokiego ryzyka takiego powikłania, u chorych z grupy pośredniego ryzyka w przypadku dodatkowych czynników ryzyka oraz u niektórych chorych z bezobjawową neutropenią podczas leczenia o założeniu radykalnym, jeśli ograniczanie intensywności dawki może prowadzić do pogorszenia rokowania. W praktyce klinicznej zastosowanie znajdują rekombinowane ludzkie G-CSF: filgrastym, pegfilgrastym i lenograstym.
Ponadto mobilizuje komórki macierzyste szpiku do krwi obwodowej, pozwalając na pozyskanie komórek progenitorowych krwi obwodowej do przeszczepienia komórek macierzystych izolowanych z krwi obwodowej (PBSC).